# Potencia Tortillera
Potencia Tortillera é um arquivo documentário digitalizado do activismo lésbico de Argentina. É um lugar site onde se sistematiza e guarda a memória do activismo lésbico e sexo-dissidente. Reúne produções gráficas e teóricas, registros de acções e encontros de activismo lésbico de Argentina desde o ano 2011.
O arquivo surgiu como uma iniciativa para recuperar a memória do activismo lésbico, que via suas acções e pensamento invisibilizados ao interior do activismo feminista e permitir a transmissão intergeneracional de materiais e experiências entre ativistas locais.

## História
O arquivo Potencia Tortillera surgiu em 2011 por iniciativa de cinco activistas lésbicas de Argentina: Valeria Flores, Canela Gavrila, Gabriela Adelstein, Fabi Tron e María Luisa Peralta. A partir do ano 2016 o arquivo adquiriu um carácter mais federal a mãos de ativistas de diferentes regiões do país: Gabi Herczeg, Cecilia Marín, Lu Almada, Ruth Isa, Claudia Contreras, Renata Figueroa e Gabriela Veleizán; quem ficaram a cargo do arquivo.
O nome "Potencia Tortillera" remete a uma acção de activismo visual levada a cabo pelo grupo de lesbianas ativistas Fugitivas do deserto no marco do XXII Encontro Nacional de Mulheres em Córdoba em 2007. Em 2011 decidiu-se a construção de um arquivo digital em linha como uma aposta geopolítica que contemplasse as condições de precariedade económica que atravessavam as ativistas lésbicas na época. Realizar um arquivo digital em linha é uma maneira de romper com a centralidad dos arquivos institucionais, situados em sua maioria na Cidade Autónoma de Buenos Aires, a capital do país.
Laura Gutiérrez assinala que até o aparecimento no ano 2011 do arquivo Potência Tortillera:
"As memórias lésbicas estavam borradas e em traços difusos, ou dentro e à margem de histórias acadêmicas de gênero, estudos femininos, feministas ou gays. Havia poucas histórias sobre o que deveriam ser (e ainda são) os 'marcos' da vida lésbica memória ativista".

## Objectivo
Trata-se de um arquivo coletivo e autogestivo em permanente construção, elaborado com o objectivo de reunir e completar as referências culturais, políticas e históricas do lesbianismo e seu activismo em argentina. Neste sentido, os materiais compilados respondem a diferentes correntes ideológicas ao interior do activismo lésbico, bem como a acções políticas, encontros e intervenções artísticas de diferentes partes do país. O arquivo procura interromper o relato hegemónico do activismo LGBT local, narrado a partir das chamadas "conquistas legislativas", e recuperar memórias orales e acções políticas e culturais dos grupos e ativistas lésbicas.
O arquivo surge da preocupação ante a perda de transmissão de saberes e experiências entre gerações de ativistas lésbicas, e em pos da construção de memórias sexo-dissidentes. Trata-se de uma resposta à invisibilización sobre as acções lésbicas na história recente do activismo em Argentina e seu consequente empobrecimiento da memória coletiva.